# داریا نیکولودی
داریا نیکولودی (ایتالیایی: Daria Nicolodi؛ زادهٔ ۱۹ ژوئن ۱۹۵۰ - درگذشته ٢۶ نوامبر ٢٠٢٠) هنرپیشه و تهیه‌کننده اهل ایتالیا بود. وی از سال ۱۹۷۰ میلادی تا زمان مرگ مشغول فعالیت بود.
از فیلم‌هایی که وی در آن نقش داشته است، می‌توان به پدیده، قرمز تیره، اپرا، ماکارونی، شوک، زندگی وردی و دلیریوم اشاره کرد.
نیکولودی در ٢۶ نوامبر ٢٠٢٠ و در سن ۷۰ سالگی درگذشت. 